# Décaméthyldizincocène
Le décaméthyldizincocène est un composé organozincique de formule chimique [(η5-C5(CH3)5)Zn]2. C'est le premier exemple connu d'un composé présentant une liaison Zn–Zn. Il s'agit d'un solide cristallisé incolore pyrophorique et hygroscopique. Il est stable à température ambiante et particulièrement soluble dans l'éther diéthylique, le benzène, le pentane et le tétrahydrofurane (THF).

## Synthèse
La capacité des métaux à former des liaisons métal–métal hétéronucléaires ou homonucléaires varie le long du tableau périodique. Dans le groupe 12, le mercure forme facilement des unités [M–M]2+ alors que le cadmium et le zinc en forment plus difficilement. Le décaméthyldizincocène a été signalé en 2004 par Carmona et al. comme produit inattendu de la réaction entre le décaméthylzincocène Zn(C5Me5)2 et le diéthylzinc ZnEt2 :
2 (η5-C5Me5)2Zn + Et2Zn ⟶ (η5-C5Me5)2Zn2 + 2 (η5-C5Me5)ZnEt + hydrocarbure(s).
La réaction analogue du zincocène Zn(C5H5)2 avec le diéthylzinc donne quant à elle le (η5-C5H5)ZnEt. Les substituants méthyle sur les cycles cyclopentadiényle jouent donc un rôle stabilisateur déterminant dans la formation du décaméthyldizincocène, tandis que l'utilisation de diéthylzinc comme réactif est également importante. Bien qu'il soit faiblement soluble, le diphénylzinc ZnPh2 peut être employé à la place du diéthylzinc. En revanche, le diméthylzinc ZnMe2 ne donne que du méthyl(pentaméthylcyclopentadiényl)zinc (η5-C5Me5)ZnMe :

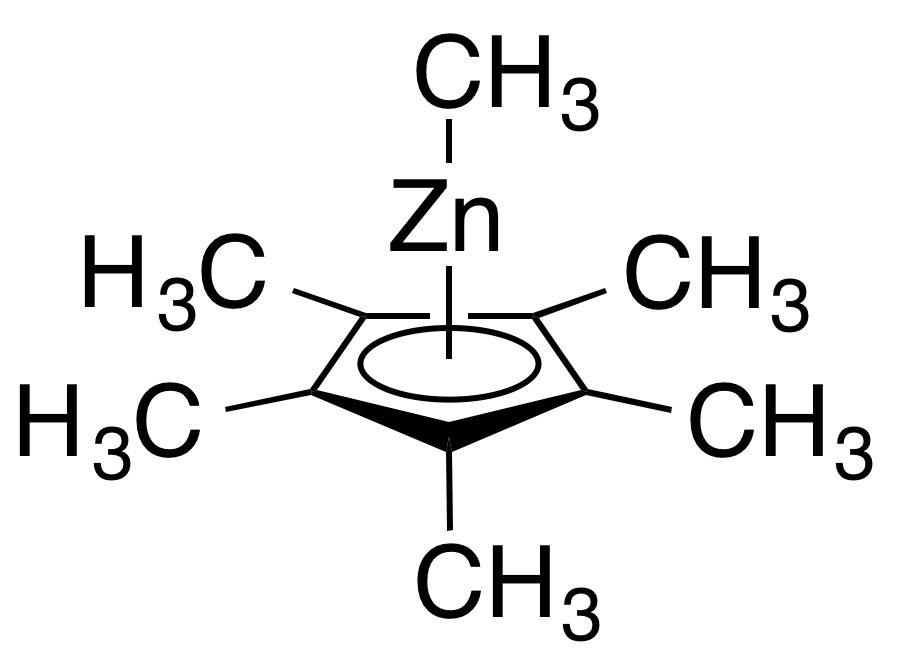
Structure du demi-sandwich (η5-C5Me5)ZnMe.

L'éthyl(pentaméthylcyclopentadiényl)zinc (η5-C5Me5)ZnEt et le décaméthyldizincocène (η5-C5Me5)2Zn2 proviennent de la réaction entre le décaméthylzincocène (η5-C5Me5)2Zn et le diéthylzinc ZnEt2. Les quantités relatives dépendent des conditions de réaction, qui peuvent être optimisées pour favoriser l'une ou l'autre espèce. Par exemple, si cette réaction est menée dans du pentane à −40 °C, il ne se forme que de l'éthyl(pentaméthylcyclopentadiényl)zinc (η5-C5Me5)ZnEt ; si en revanche la réaction est menée dans de l'éther diéthylique à −10 °C, il se forme essentiellement du décaméthyldizincocène (η5-C5Me5)2Zn2.

## Structure
Diverses méthodes ont été employées afin de déterminer la structure du décaméthyldizincocène, y compris la cristallographie aux rayons X, la RMN du proton et la spectrométrie de masse. Grâce à des méthodes de diffraction des rayons X, il a été établi que les atomes de zinc sont pris en sandwich entre deux cycles pentaméthylcyclopentadiényle C5Me5 parallèles dont les plans sont perpendiculaires à l'axe de liaison métal–métal. La séparation entre les deux plans des cycles est d'environ 640 pm. Les cycles C5Me5 sont dans une conformation éclipsée avec les substituants méthyle légèrement inclinés vers l'extérieur (en s'éloignant des atomes métalliques centraux) à un angle de 3° à 6°.
Dans les métallocènes mononucléaires, la flexion des substituants liés aux cycles permet de limiter l'encombrement stérique ; cependant, le rayon d'un groupe méthyle est de l'ordre de 200 pm et donc la flexion dans le décaméthyldizincocène ne sert pas cet objectif car la distance entre les deux anneaux est bien supérieure à cette valeur. On pense que, dans le cas du décaméthyldizincocène, la flexion des groupes méthyle liés aux ligands cyclopentadiényle permet concentrer la densité électronique loin des atomes métalliques centraux chargés positivement. La séparation entre chaque atome de Zn et le centre du cycle cyclopentadiényle qui lui est attaché est d'environ 204 pm et la distance Zn–C (dans les cycles) va de 227  à   230 pm. La longueur de liaison Zn–Zn est de 230,5 pm, ce qui indique une liaison très forte entre les deux atomes de zinc. Ceci peut être comparé à la longueur de liaison (Hg–Hg)2+ connue de 250  à   270 pm. Deux types de structures distincts ont été conjecturés pour les dimétallocènes, à savoir une structure coaxiale — qui est celle observée avec le décaméthyldizincocène — et une structure perpendiculaire dans laquelle l'axe de la liaison métal-métal est parallèle au plan des ligands cyclopentadiényle — probablement celle des dicuprocènes.